# パサージュ・デ・パノラマ
パサージュ・デ・パノラマ (Passage des Panoramas) は、パリ・2区にあるパサージュ・クーヴェル。北のモンマルトル大通りから南のサン＝マルク通りを接続する。パリの切手商が集まる主要な場所である。1974年7月7日に歴史建造物 (Monuments historiques) に登録された。メトロの最寄り駅は8号線グラン・ブールヴァール駅。

## 歴史
パサージュ・デ・パノラマは1799年から1800年にかけてモンモランシー＝リュクサンブール館の邸宅跡地に建設された。名はパサージュ入口の上に置かれて呼び物となった、大きな街の風景を描いた2つの円形パノラマに由来する。パノラマは1831年に取り壊され現存しない。
1830年代に建築家のジャン＝ルイ・ヴィクトル・グリサールがパサージュを改築し、パサージュに並行するサンマルク歩廊、ヴァリエテ劇場の楽屋口に接続したヴァリエテ歩廊、フェイドー歩廊、モンマルトル歩廊、を新たに設置した。19世紀には彫刻家のジャン＝ピエール・ダンタン（1800年 - 1869年）が、タレーラン、ルイ・フィリップ、ベートーヴェン、パガニーニ、リスト、ヴィクトル・ユゴー、バルザックといった当時の社交界の名士たちのカリカチュア人形と肖像画、石膏や銅による胸像を製作して人気を博し、パサージュの展示室に陳列した。別名を「ミュゼ・ダンタン」と言った。
活版印刷のアンリ・ステルヌや絵葉書商、切手商、何軒かのレストランがパサージュ･デ・パノラマに店を開いた。1866年には、個人による美術コースないし予備校形態のアカデミー・ジュリアンがここで始まった。
ステルヌが開いた店は2009年7月10日に歴史建造物に登録された。

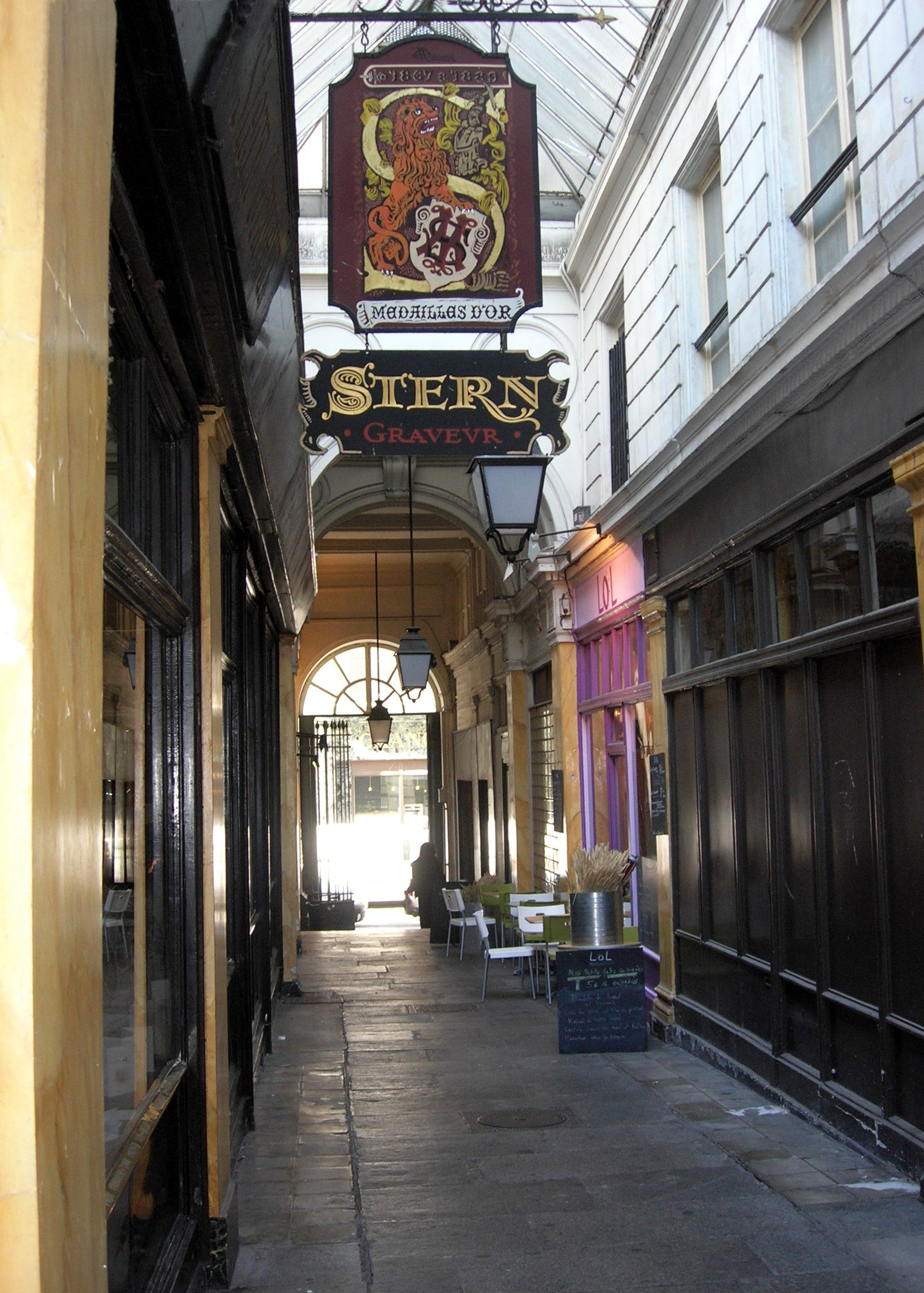
ステルヌの店
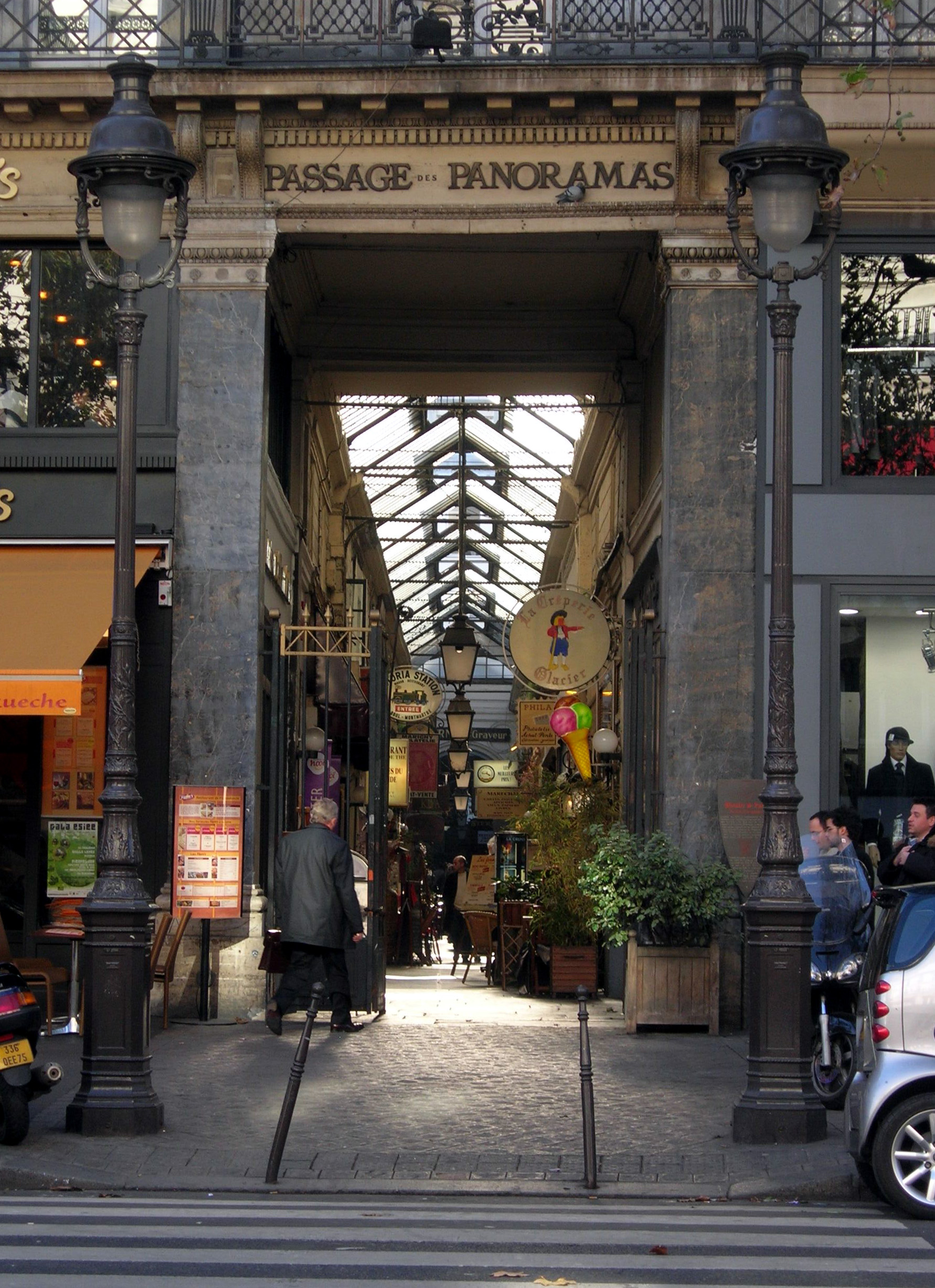
モンマルトル大通り側入口
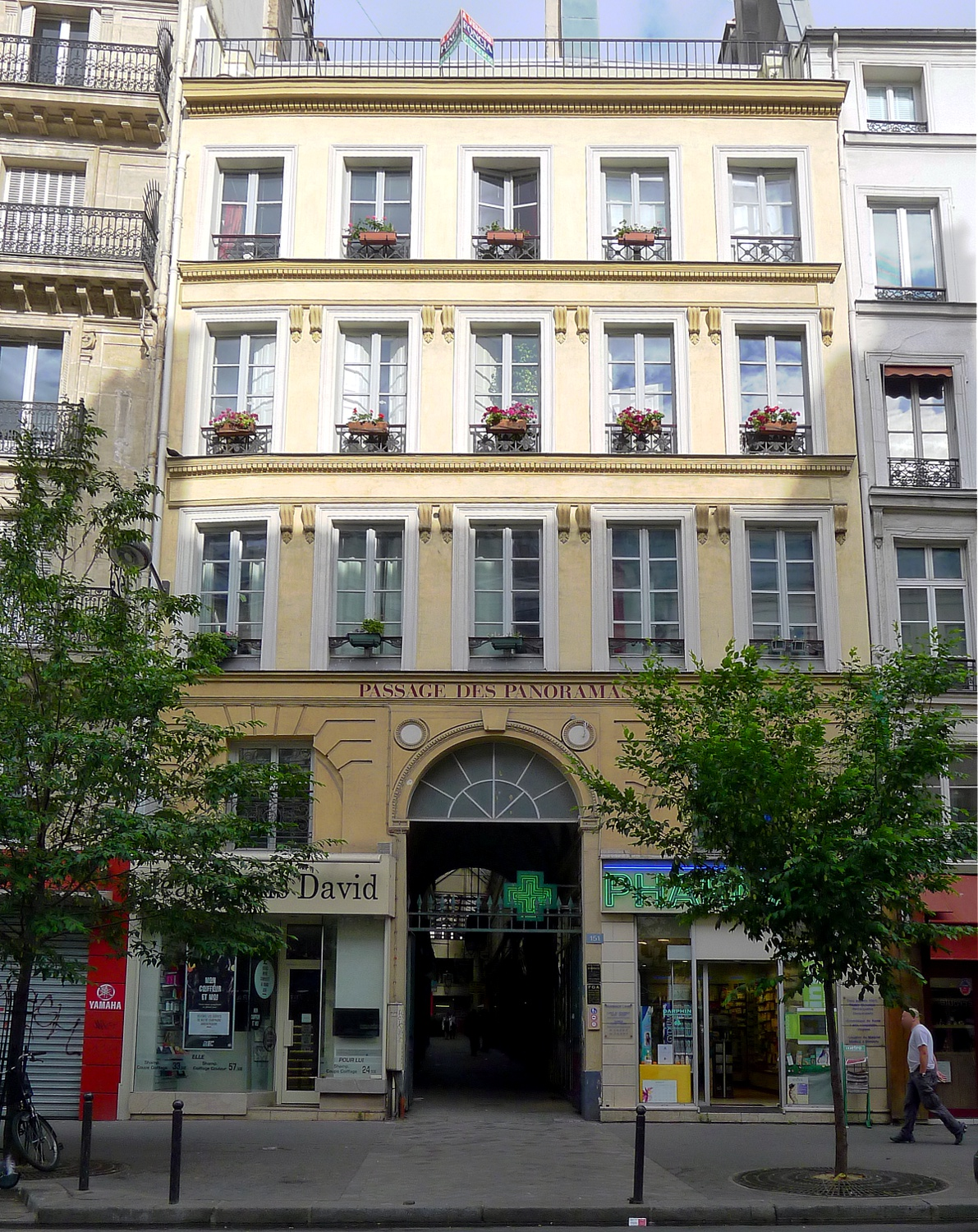
モンマルトル通り側入口
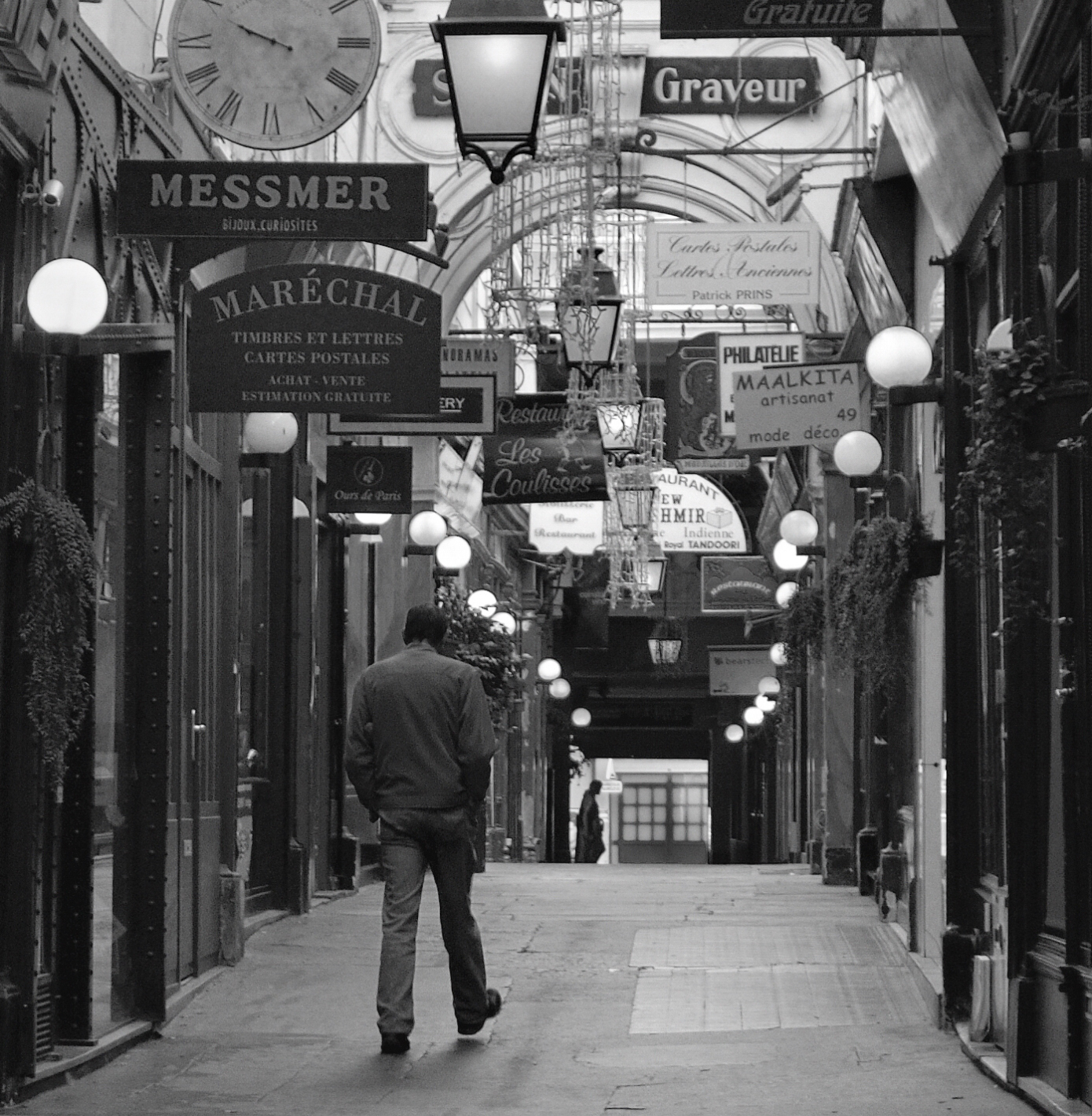
2011年のパサージュ

## 友好提携
- 名古屋市 円頓寺商店街 （日本国愛知県）
2015年(平成27年)4月2日 友好提携調印[4]。